# Бастея
Басте́я (через пол. basteja, нім. Bastei від італ. bastia) — приземиста фортифікаційна будівля, призначена для використання вогнепальної зброї, чия форма і розміщення були пов'язані із розвитком облогової артилерії. Мала форму півкола, підкови чи багатогранну, була висунута перед куртиною оборонного муру задля її захисту фланговим обстрілом з вогнепальної зброї. Мала відкриту горжу — не мала задньої стінки для швидкого провітрювання бойових позицій після пострілу. Не мала даху.

## Короткі відомості
Перші бастеї появились наприкінці XIV ст. із початком застосування вогнепальної зброї і застосовувались у нових лініях оборони. В Україні 1418 р. було розпочато будівництво Низького муру з бастеями у Львові.
З розвитком потужності вогнепальної зброї наприкінці XV ст. в Італії розпочався новий етап розвитку конструкцій масивних бастей, що були перехідною формою від давніх оборонних веж, вразливих для ворожої артилерії, до бастіонів. Альбрехт Дюрер 1527 р. написав трактат про фортифікацію, де обґрунтував застосування круглих бастей, званих ронделями (нім. Rondell), недоліком яких було утворення перед їхніми мурами мертвих зон, недоступних для обстрілу з оборонних мурів. Тому доволі швидко почали застосовувати багатогранні бастеї, що зменшували мертві зони. Бастеї були нижчими і просторішими за вежі, мали декілька ярусів для розміщення артилерії. Також гармати розміщували на відкритих верхніх терасах. Збереженим прикладом підковоподібної бастеї може бути Порохова вежа у Львові, яка перебудовувалась у декілька етапів.

## Галерея

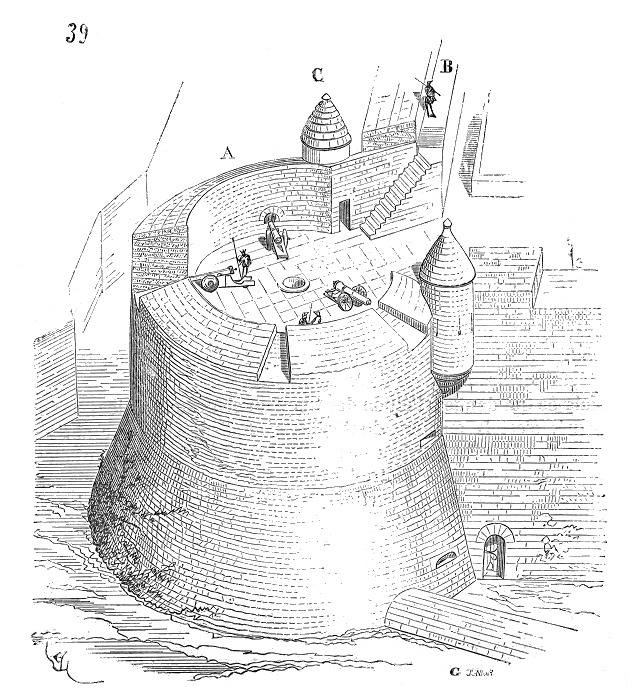
Бастея типу ронделя у замку Сальс-ле-Шато
Схема бастеї Низького муру у Львові. Автор Качор І. В.
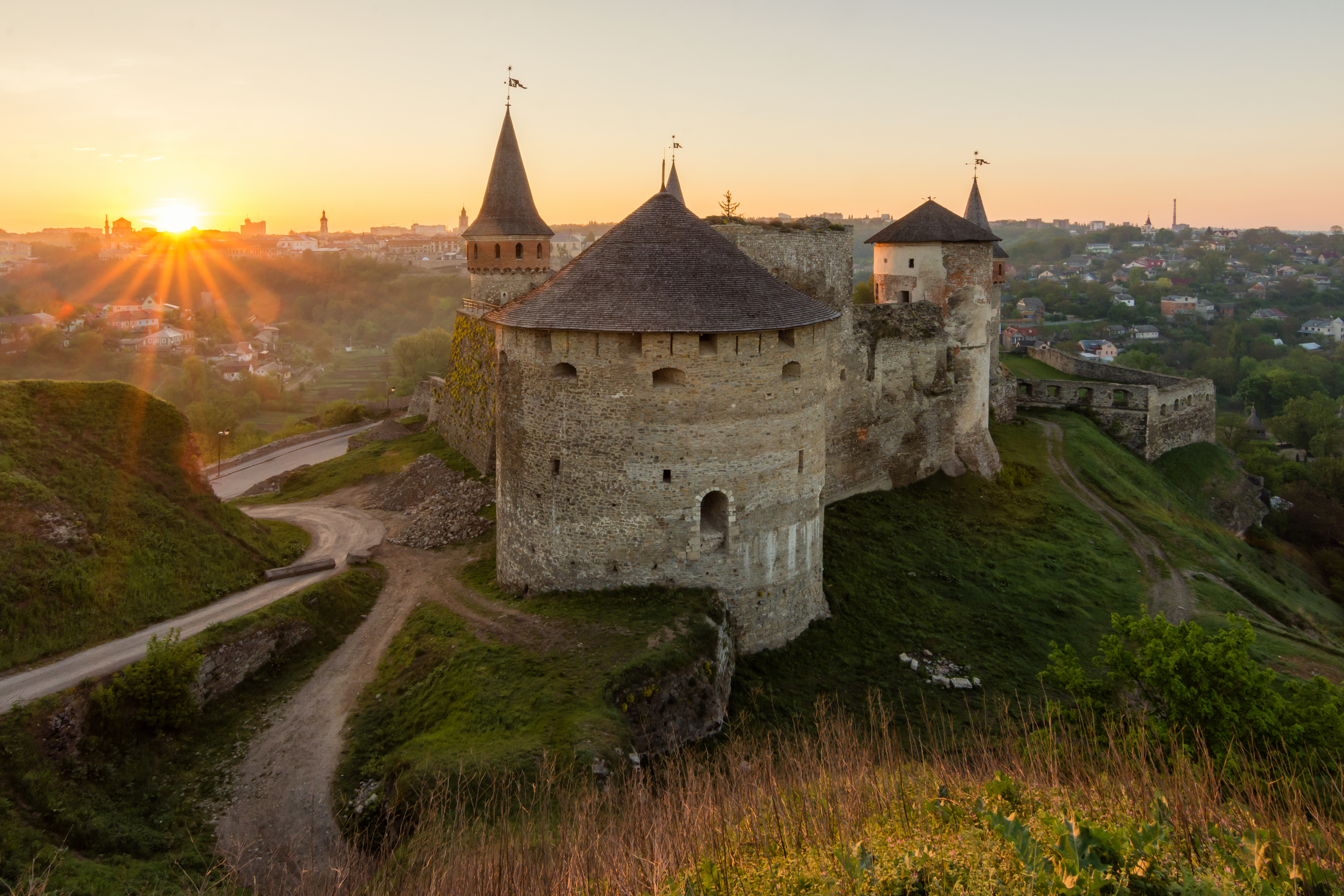
Нова Західна башта по типу бастеї Старого замку Кам'янця на Поділлі.
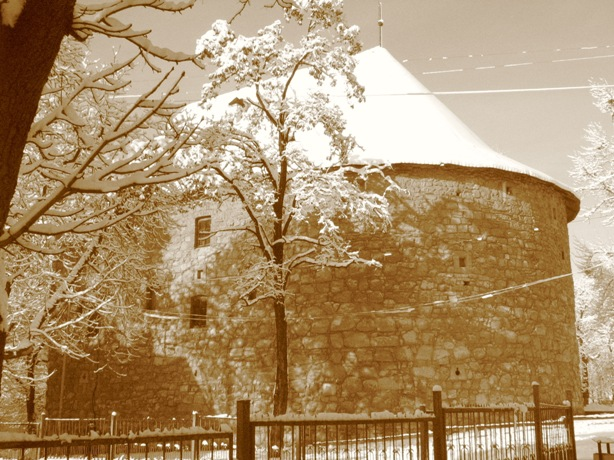
Порохова вежа у Львові